# تپه سیاه‌ریگی
تپه سیاه ریگی مربوط به دوران پیش از تاریخ ایران باستان است و در شهرستان شاهرود، بین روستای قاسم‌آباد و قلعه نوفرقان واقع شده و این اثر در تاریخ ۵ آذر ۱۳۸۰ با شمارهٔ ثبت ۴۲۵۴ به‌عنوان یکی از آثار ملی ایران به ثبت رسیده است.